# Ambroży Calepinus

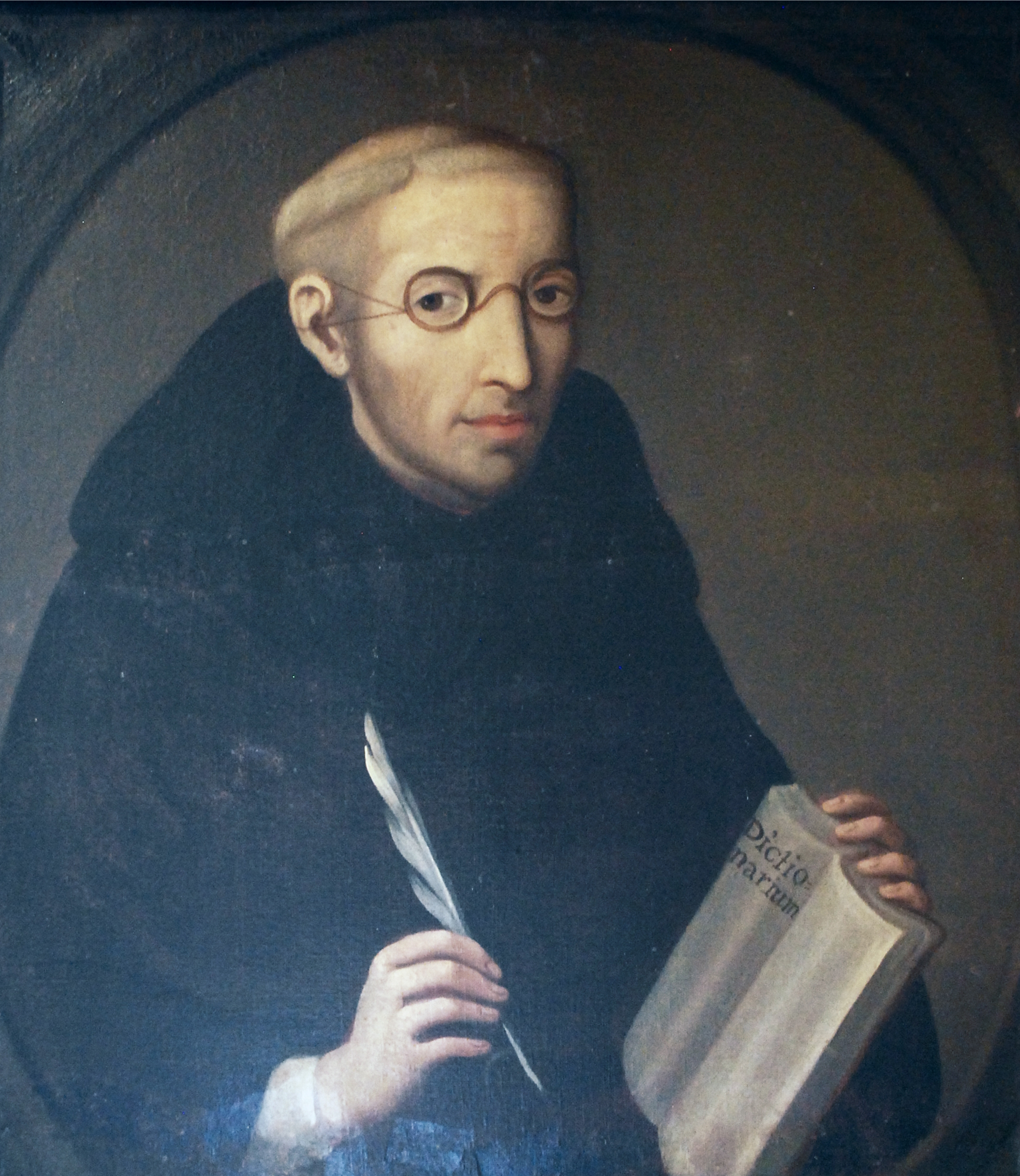
Ambrogio Calepino

Ambroży Calepinus, Ambrogio Calepino, Ambrosius Calepinus, Ambroży z Calepium, Kalepin (ur. 1435 w Bergamo, zm. 1510 w Bergamo) – włoski humanista, opracował słownik łaciński z dodatkami greki, wydawany wielokrotnie od 1502.
Różni autorzy poszerzali go materiałem leksykalnym z języków narodowych. W 1590 Dictionarium undecim linguarum podawał po haśle łacińskim odpowiedniki: grecki, hebrajski, francuski, włoski, niemiecki, flamandzki, hiszpański, polski, węgierski i angielski. Słownik ten był tak popularny, że od imienia autora każdy duży słownik wielojęzyczny zaczęto nazywać "kalepinem". Język polski pojawił się w słowniku Calepinusa po raz pierwszy w wydaniu z 1574. Według zapiski bibliograficznej z 1684 część polską opracował Petrus Mączyński. Przypuszcza się, że autor mógł mieć na myśli Jana Mączyńskiego.